# 南岸 (昆士蘭州)
南岸（英語：South Bank）屬昆士兰州首府布里斯本市辖区－南布里斯本的範圍內，因地處布里斯本河的南岸而得名。
南岸地區最出名的當屬南岸公園。它是1988年世界博覽會的會場，今已發展為鬧區之一，並經州政府闢為昆士蘭文化特區。許多州立文教設施集中於此，包括昆士蘭博物館、昆士蘭美術館、昆士蘭州立圖書館、昆士蘭表演藝術中心和昆士蘭現代美術館；此外昆士蘭會議暨展覽中心、昆士蘭音樂學院、昆士蘭藝術學院（兩所學院俱屬格里菲斯大學）等亦聚落於此。

## 南岸影像

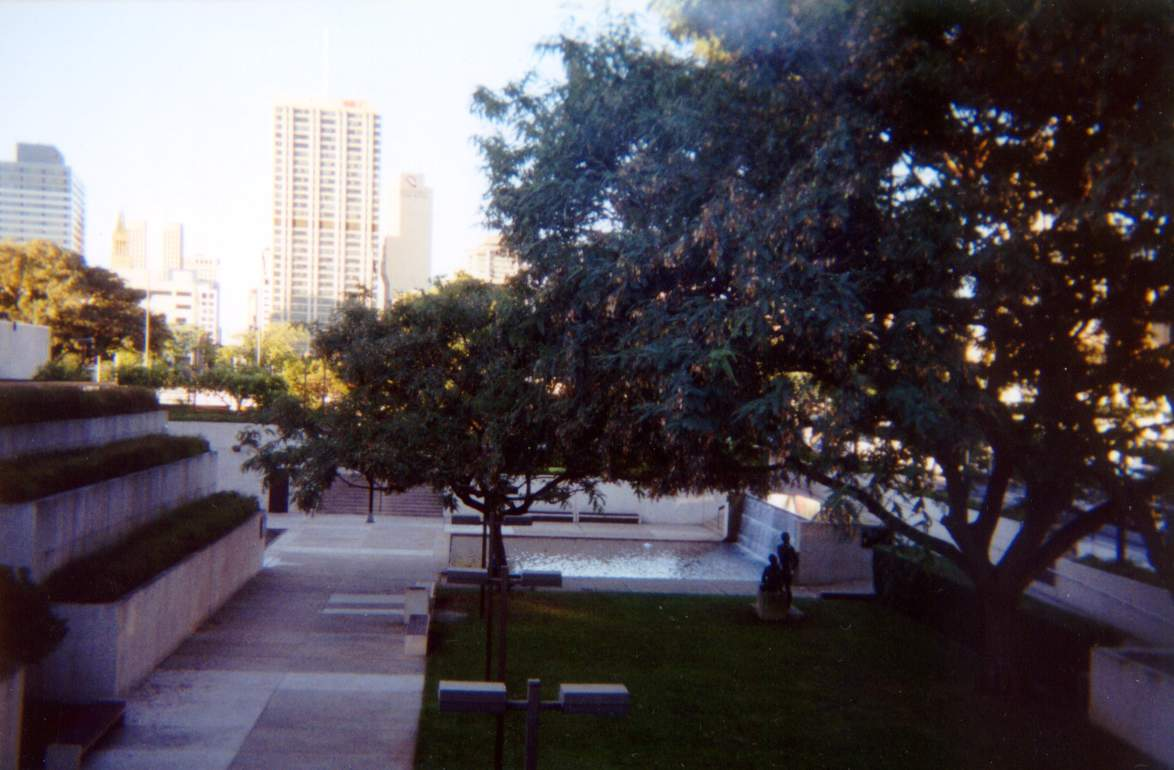
昆士蘭美術館一景